# Staalplaat
La Staalplaat è un'etichetta discografica indipendente olandese e tedesca con sede ad Amsterdam e Berlino e specializzata in musica industriale e rumorista.

## Storia
La Staalplaat fu fondata nel 1982 da Geert-Jan Hobijn, che aspirava a creare una "piattaforma dedicata a una musica nuova e sperimentale". In occasione dell'edizione del 1996 di Sonambiente, fu aperta una filiale della Staalpaat nel Haus Schwarzenberg di Berlino. Nel 2008 la Staalplaat aprì un negozio di dischi e libri a Neukölln (Berlino). La Staalplaat presenta un catalogo di oltre trecento pubblicazioni e le sue sotto-etichette sono Container, ERS, God Factory, Hond In De Goot, Microwave Recordings, Mort Aux Vaches e Open Circuit. Fra gli artisti che hanno pubblicato musica per l'etichetta vi sono Muslimgauze, Hafler Trio, Zoviet France, Asmus Tietchens, Esplendor Geométrico, Deutsch Nepal, Ryoji Ikeda, Kapotte Muziek, Massimo, Lustmord, 386 DX e Francisco López.